# 2. općinska nogometna liga Koprivnica 1989./90.
"2. općinska nogometna liga Koprivnica" za sezonu 1989./90. je bila liga osmog stupnja nogometnog prvenstva SFRJ. 
 
Sudjelovalo je 9 klubova, a prvak je bilo "Jedinstvo" iz Rasinje.  

## Ljestvica
| mj. | klub                    | ut. | pob. | ner.  | por. | gol+ | gol- | bod |
| --- | ----------------------- | --- | ---- | ----- | ---- | ---- | ---- | --- |
| 1.  | Jedinstvo Rasinja       | 16  | 14   | 1 (1) | 1    | 61   | 21   | 29  |
| 2.  | Zagorec Koprivnica      | 16  | 14   | 0 (0) | 2    | 54   | 22   | 28  |
| 3.  | GOŠK Gotalovo           | 16  | 9    | 1 (1) | 6    | 45   | 34   | 19  |
| 4.  | Mladost Mali Otok       | 16  | 8    | 2 (1) | 6    | 52   | 38   | 17  |
| 5.  | Rudar Glogovac          | 16  | 6    | 2 (2) | 8    | 37   | 38   | 13  |
| 6.  | Polet Goričko           | 16  | 5    | 2 (0) | 9    | 31   | 42   | 10  |
| 7.  | Mladost Kutnjak         | 16  | 4    | 2 (1) | 10   | 27   | 46   | 9   |
| 8.  | Drava Selnica Podravska | 16  | 3    | 2 (1) | 11   | 21   | 54   | 7   |
| 9.  | Tehničar Cvetkovec      | 16  | 2    | 2 (0) | 12   | 24   | 57   | 4   |

## Rezultatska križaljka
| kratica | klub                    | DRA | GOŠK | JED | MLAK | MLAMO | POL | RUD | TEH | ZAG |
| --- | ----------------------- | --- | ---- | --- | ---- | ----- | --- | --- | --- | --- |
| DRA | Drava Selnica Podravska |     |      |     |      |       |     |     |     |     |
| GOŠK | GOŠK Gotalovo           |     |      |     |      |       |     |     |     |     |
| JED | Jedinstvo Rasinja       |     |      |     |      |       |     |     |     |     |
| MLAK | Mladost Kutnjak         |     |      |     |      |       |     |     |     |     |
| MLAMO | Mladost Mali Otok       |     |      |     |      |       |     |     |     |     |
| POL | Polet Goričko           |     |      |     |      |       |     |     |     |     |
| RUD | Rudar Glogovac          |     |      |     |      |       |     |     |     |     |
| TEH | Tehničar Cvetkovec      |     |      |     |      |       |     |     |     |     |
| ZAG | Zagorec Koprivnica      |     |      |     |      |       |     |     |     |     |
| |                         |     |      |     |      |       |     |     |     |     |
| podebljan rezultat - utakmice od 1. do 9. kola (1. utakmica između klubova) rezultat normalne debljine - utakmice od 10. do 18. kola (2. utakmica između klubova) rezultat nakošen - nije vidljiv redoslijed odigravanja međusobnih utakmica iz dostupnih izvora rezultat smanjen * - iz dostupnih izvora nije uočljiv domaćin susreta prekrižen rezultat - poništena ili brisana utakmica p - utakmica prekinuta 3:0 p.f. / 0:3 p.f. - rezultat 3:0 bez borbe (_:_ 11 m) - rezultat u raspucavanju jedanaesteraca u slučaju neriješenog rezultata |                         |     |      |     |      |       |     |     |     |     |

 Izvori:

## Unutarnje poveznice
- 1. općinska liga Koprivnica 1989./90.